# Franz Gottscheid
Franz Gottscheid (eigentlich Franz Werner; * 25. Februar 1856 in Danzig, Königreich Preußen; † 18. August 1934 in Dresden, Deutsches Reich) war ein deutscher Theaterschauspieler und Theaterdirektor.

## Leben und Wirken
Der Vater war Kaufmann. Franz Werner/Gottscheid stand 1874 erstmals in Bromberg auf der Bühne. Danach war er als Schauspieler in Thorn und Königsberg tätig. 1891 leitete er erstmals ein Theater, das Apollo-Theater in Nürnberg, 1894 dann das Theater in Elbing. 1895 wurde Franz Gottscheid Direktor des Stadttheaters in Regensburg, 1900 in Lübeck, 1905 in St. Gallen und 1907 in Kiel.
Seit 1908 leitete Franz Gottscheid das Stadttheater in Posen. Im Sommer 1910 gastierte er mit einem eigenen Operntheater im Schiller-Theater Charlottenburg. Im Herbst 1910 eröffnete er das neue Stadttheater in Posen und blieb dort bis 1919 als Direktor. Nachdem die Stadt polnisch geworden war, wechselte er nach Ratibor und Oppeln in Schlesien. 1927 beendete er seine Bühnentätigkeit.
Franz Gottscheid inszenierte vor allem Opern. Seine Inszenierungen hatten meist ein gutes künstlerisches Niveau. Er verfasste auch einige Theaterstücke.